# Sabina River
Sabina River är ett vattendrag i Australien. Det ligger i delstaten Western Australia, omkring 190 kilometer söder om delstatshuvudstaden Perth.
Trakten runt Sabina River består till största delen av jordbruksmark. Runt Sabina River är det glesbefolkat, med 13 invånare per kvadratkilometer. Genomsnittlig årsnederbörd är 1 201 millimeter. Den regnigaste månaden är maj, med i genomsnitt 210 mm nederbörd, och den torraste är januari, med 9 mm nederbörd.